# Bessans
Bessans település Franciaországban, Savoie megyében. Lakosainak száma 352 fő (2022. január 1.). Bessans Balme, Novalesa, Usseglio, Bonneval-sur-Arc, Val-d’Isère és Val-Cenis községekkel határos.

## Népesség
A település népességének változása:
| Lakosok száma | 333  | 338  | 353  | 353  | 360  | 359  | 359  | 361  | 352  |
|               | 2013 | 2015 | 2016 | 2017 | 2018 | 2019 | 2020 | 2021 | 2022 |